# Hellula angarensis
Hellula angarensis är en fjärilsart som beskrevs av Caradja 1939. Hellula angarensis ingår i släktet Hellula och familjen Crambidae. Inga underarter finns listade i Catalogue of Life.